# Davide Possanzini
Davide Possanzini (ur. 9 lutego 1976 w Loreto) – włoski piłkarz występujący na pozycji napastnika.

## Kariera piłkarska
Davide Possanzini jest wychowankiem Recatanese. Po raz pierwszy w Serie A zagrał jako piłkarz Regginy. Od 2005 do 2011 roku był zawodnikiem Brescii, przez pewien czas pełnił funkcję kapitana tego zespołu.